# Републикански път III-5305
Републикански път IIІ-5305 е третокласен път, част от Републиканската пътна мрежа на България, преминаващ по територията на Ямболска и Сливенска област. Дължината му е 23 km. В първите си 5,8 km пътят представлява източно околовръстно шосе на град Ямбол.
Пътят се отклонява наляво при 151 km на Републикански път II-53 в най-югоизточната част на град Ямбол и се насочва се на север през Ямболското поле покрай крайните източни квартали на града. Североизточно от Ямбол пресича река Мочурица (ляв приток на Тунджа), минава през центъра на село Веселиново и продължава на север-северозапад покрай левия бряг на Тунджа. След като премине през центъра на село Завой навлиза в Сливенска област и Сливенското поле, пресича от юг на север голямото село Желю войвода и източно от село Калояново се свързва с Републикански път I-6 при неговия 415,9 km.
| Пътища, отклоняващи се надясно (населено място, № на пътя, посока на пътя) | km   | Пътища, отклоняващи се наляво (посока на пътя, № на пътя, населено място) |
| -------------------------------------------------------------------------- | ---- | ------------------------------------------------------------------------- |
| Община Ямбол, Област Ямбол, II-53, 151 km, гр. Ямбол ←                     | 0,0  | ← гр. Ямбол, 151 km, II-53, Област Ямбол, Община Ямбол                    |
| (от с. Недялско) III-7072, 26,3 km →                                       | 1,2  |                                                                           |
|                                                                            | 1,8  | → общински път (за гр. Ямбол)                                             |
|                                                                            | 5    | → общински път (за гр. Ямбол)                                             |
|                                                                            | 5,8  | ← 4,8 km, III-5303 (от гр. Ямбол)                                         |
| (за 252,9 km на I-7) общински път, с. Веселиново ←                         | 8,3  | с. Веселиново                                                             |
| с. Завой                                                                   | 11   | с. Завой                                                                  |
| Община Сливен, Област Сливен                                               | 13,1 | Област Сливен, Община Сливен                                              |
| с. Желю войвода                                                            | 16,6 | → с. Желю войвода, общински път (за с. Кабиле)                            |
| (за с. Блатец) общински път, с. Желю войвода ←                             | 17,6 | → с. Желю войвода, общински път (за с. Камен)                             |
| (до гр. Бургас) I-6, 415,9 km ←                                            | 23,0 | ← 415,9 km, I-6 (от ГКПП Гюешево)                                         |